# 东庙泡子
东庙泡子，是一个位于中国内蒙古自治区通辽市科尔沁左翼后旗巴胡塔苏木境内的内流湖，地处巴胡塔苏木政府驻地以南约13千米，《中国湖泊志》附录中记录本湖为“无名湖”，湖长3.0千米，最大宽0.8千米，平均宽0.7千米，面积2.0平方千米。
2019年科尔沁左翼后旗人民政府公布的河湖管理范围划定成果，东庙泡子面积为2.69平方千米。
根据2020年公布的科左后旗河湖长名单，东庙泡子苏木镇级湖长为巴嘎塔拉苏木副苏木达，村级湖长为边布拉嘎查村委会主任。